# Hôtel Allenet
L‘Hôtel Allenet est situé dans le vieux Cognac en Charente, près des quais, au coin de la rue de l'Isle-d'Or et de la rue des cordeliers.

## Historique
L'Hôtel Allenet doit son nom à André Allenet maire de Cognac de 1550 à 1582. En effet les habitants de la ville élisent leurs représentants depuis que Jean sans Terre leur a octroyé une charte renouvelée par Louise de Savoie. 
L'Hôtel Allenet fait l’objet d’une inscription au titre des monuments historiques depuis le 19 décembre 1973.

## Architecture

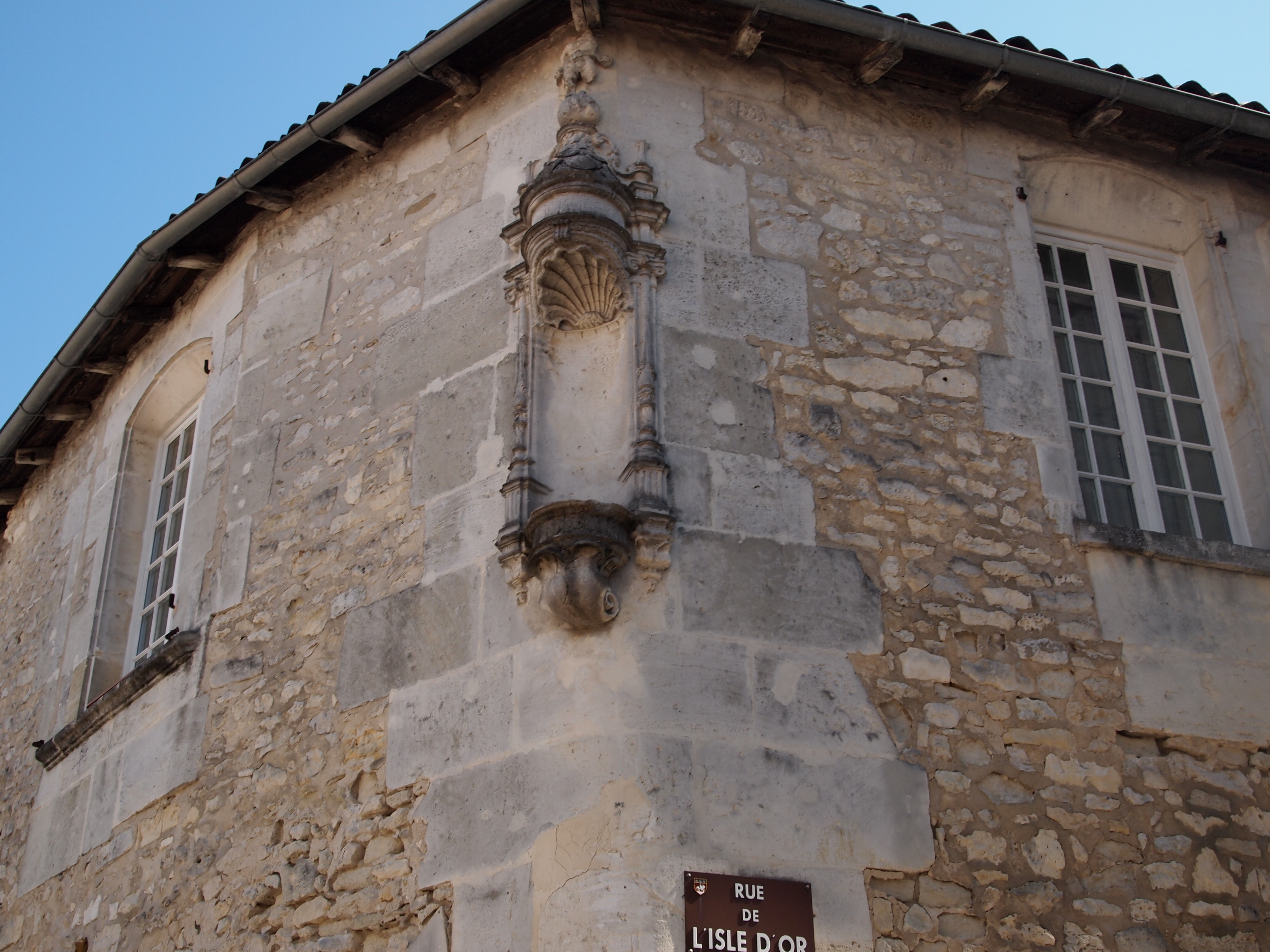
Niche renaissance

Cet édifice aux angles et entourages d'ouvertures en pierre de taille est en pierre.
Lors de restaurations, des éléments dont le fronton triangulaire de portail ont été réemployés à  l'entrée du couvent des Récollets.
Il présente à l'angle une niche renaissance qui a été inscrite monument historique par arrêté du 15 mai 1925